# ひちゃこ
ひちゃこは、日本の女性漫画家、イラストレーター。山形県出身。血液型はAB型。誕生日は9月23日。既婚。

## 来歴
小学生の頃に本田恵子の『月の夜 星の朝』を読んで、「私もこんなステキなマンガを描きたい」と思い始める。学生の頃には描いた漫画を投稿するようになり、学生を卒業後も投稿や持ち込みを続けていった。
情報誌でイラストレーターを募集していたところを応募して採用になり、そこで色々なイラストを描いていた。一年間ほどその情報誌でイラストの仕事をしていると他の雑誌や新聞の編集部から「4コマ漫画を描きませんか?」という依頼が来るようになった。その後も漫画の依頼がどんどん来るようになり、いつの間にか漫画家になっていたと本人は語っている。
1990年代後半、学研にて出版されていた高校生向けの大学情報雑誌『BESCAM』(1997年創刊、1998年頃休刊)にて大学生のキャンパスライフを描いた漫画やイラストを掲載していた。
2001年12月21日発売の『ファミ通キューブ+アドバンス 2002年2月号』にて『ひちゃこのゲーム体験記』の連載を開始。当初は3ページで、2～3回の読み切りの予定だったが、好評のため4ページとなり、連載は約3年続いた。また、好評であったことから単行本化するなど少ないチャンスをモノにして、少ないながらもファンを得た。連載終了後は、姫野かげまるが後を受け、『ヒメマルのゲームてんこもり!』を連載した。
この頃は他に、読売新聞土曜夕刊にイラストの連載をしていたり、書籍の挿絵を描いたりと、ファミ通の連載以外でも絵の仕事をしていた。
2004年12月25日、作者にとって初めてにして唯一の漫画単行本『ひちゃこのゲーム体験記』が発売された。
2006年4月1日、読売新聞土曜夕刊『週刊KODOMO新聞』の『ヨミオとジュリエット』のイラストを担当し始める。
2008年2月29日、当時の作者の近況やゲームへの愛を描いた読み切り漫画『マンガ家主婦のはっぴーげーむらいふ』が掲載された『ファミ通DS+Wii 2008年4月号増刊 ゲームスコ×ゲームスメ』が発売された。漫画はカラーで４ページ。P46～P49に掲載されていて、「そのいち」「そのに」「そのさん」「そのよん」と4部構成になっている。
2009年4月、Benesseこどもちゃれんじbaby『おやこですくすく』にて実体験を基にした育児漫画『どたばた エブリディー』の連載を開始。
2010年1月10日、読売新聞日曜版『よみほっと』の『おやこで英会WA!』のイラストを担当し始める。
2010年3月、『どたばた エブリディー』の連載が終了。
2010年9月25日、『ヨミオとジュリエット』の連載が終了。翌週の2010年10月2日から、読売新聞土曜夕刊『週刊KODOMO新聞』の『Hi, Annie!』のイラストを担当し始める。
2013年3月31日、『おやこで英会WA!』の連載が終了。
2013年4月26日、作者にとって初の電子書籍『Hi,Annie! マンガで覚える英語の面白イディオム1』の販売が開始。2013年5月31日には『Hi,Annie! マンガで覚える英語の面白イディオム2』が、2013年6月28日には『Hi,Annie! マンガで覚える英語の面白イディオム3』が、2014年1月31日には『Hi,Annie! マンガで覚える英語の面白イディオム4』が、2015年9月25日には『Hi,Annie! マンガで覚える英語の面白イディオム5』が、2015年11月27日には『Hi,Annie! マンガで覚える英語の面白イディオム6』が販売開始した。
2016年3月26日、『Hi, Annie!』の連載が終了。
この頃からTwitterを始めたりブログで4コマ漫画を描いたりと、ネット上での活動が盛んになっている。
2016年6月5日、サードプラネットのHPにてアーケードゲームの体験を描いた8コマ漫画の掲載を始める。
2017年3月3日、『Hi,Annie! マンガで覚える英語の面白イディオム7』の販売が開始。
2017年9月22日、電子書籍『Yomio & Juliet ステキな転校生と楽しく英会話 1』の販売が開始。
2019年現在はThe 3RD PRANETの公式サイトにて漫画を連載している

## 作品
判明している限りで紹介する。

### 漫画
- ひちゃこのゲーム体験記
- ヨミオとジュリエット
- マンガ家主婦のはっぴーげーむらいふ（読み切り）
- どたばた エブリディー
- おやこで英会WA!
- Hi, Annie!

### イラスト
- 中央公論新社『子どものニュースウィークリー』（2001年〜2012年）
- 栄光『荻野のイッキに古典文法 (大学合格ドリームチーム選書)』（2003年3月発売）
- Gakken『専門学校夢案内 2010年度用』（2009年1月発売）
- 二見書房『自分でできる遺言書 作成の手引き』（2009年12月発売）

## 絵柄
ほんわかとした雰囲気の可愛らしい絵柄が特徴。人物の描き方はいわゆるデフォルメ調で、顔は下膨れに描くことが多い。また、コピックでの着色を得意とし、その絵は人気が高い。しかし近年はデータ入稿での仕事が多いため、パソコンで作画することが多くなっている。

## 人物
- 性別や血液型や出身県などの情報以外は公にされておらず、本名や生年などは不明で、謎の多い人物である。
- 1994年からフリーで活動している[7]。
- 娘が二人おり、現在は主婦業をしながら絵の仕事をしている。
- 『ひちゃこのゲーム体験記』連載中、ファンレターをくれた読者に対しては年賀状等で返事をしていた。ファンレターは全部大切にとってあるという[5]。
- 好きな食べ物はパフェ、チョコレートケーキ、肉まん、ネギみそラーメン[1]。
- 美形に弱いらしく、KinKi KidsやV6の岡田准一やトム・クルーズが好みである[1]。
- 趣味は画材屋巡りや旅行、カメラにも凝っている[1]。
- 「ジャンルを問わず、自分にチョーセン!」がモットー[8]。
- 仕事の必需品はコーヒーだと語っている。ただ、原稿にコーヒーをぶちまけてしまった経験がある[1]のでコーヒーは机の上には置いていないという[7]。
- けらえいこの『あたしンち』の大ファン。『おやこで英会WA!』連載開始当時は日曜版に『あたしンち』も連載されていたため、『あたしンち』と同じ紙面に自分の漫画が載っていることに密かにニヤニヤしていたという[7]。

## 備考
『ファミ通キューブ+アドバンス』にて漫画を連載していた頃は、本誌の付録シール用のイラストを描いたり、読者からの投稿イラスト掲載コーナーにて投稿されたイラストに対してコメントするなど、漫画の連載以外の仕事も受け持った。また、ひちゃこのイラストがプリントされたGBASPの周辺機器『チャージボーイSP ひちゃこバージョン』が作られ、『ファミ通キューブ+アドバンス 2004年1月号』では読者プレゼント品として限定50個用意された。ちなみにこれは『ひちゃこのゲーム体験記』単行本では「世界で50個しかない超レアひちゃこグッズ」と紹介されている。